# Otto von Lossow

Otto von Lossow

Otto Hermann von Lossow, född 15 januari 1868, död 25 november 1938, var en tysk general och nazist. Han deltog i Ölkällarkuppen 1923 tillsammans med Adolf Hitler. Han var Tyskland militärattaché i osmanska riket (Turkiet) från 1915 samt var ett av vittnena till det armeniska folkmordet. 
I boken Minnen från fred och krig (Bonniers, 1942) av Einar af Wirsén beskrivs mötet mellan de två. Wirsén återger i kapitlet Mordet på en nation ett samtal då Otto von Lossow sagt: "Armeniermassakrerna äro världshistoriens största bestialitet".